# Eustala sagana
Eustala sagana är en spindelart som först beskrevs av Eugen von Keyserling 1893.  Eustala sagana ingår i släktet Eustala och familjen hjulspindlar. Inga underarter finns listade i Catalogue of Life.